# Danske mesterskaber i atletik 1898
Danske mesterskaber i atletik 1898 var det femte Danske mesterskaber i atletik. Kun tre discipliner 150 meter, 1 mile løb og 1km gang var med på programmet.
| Disciplin | Guld                                  | Sølv                                           | Bronze                                       |
| --------- | ------------------------------------- | ---------------------------------------------- | -------------------------------------------- |
| 150 meter | Ferdinand Petersen Københavns FF 17,4 | P. Schou Freja Odense 17,8                     | Ernst Schultz Københavns FF ?                |
| 1 mile    | Aage Collin Københavns FF 4:57.6      | Christian "C" Christensen Københavns FF 4:58.3 | Poul Harboe-Christensen Københavns FF 4:58.6 |
| 1 km gang | Holger Kleist Københavns FF 4:04,0    | ?                                              | ?                                            |
Kilde: DAF i tal
| Atletik | Spire Denne artikel om atletik er en spire som bør udbygges. Du er velkommen til at hjælpe Wikipedia ved at udvide den. |